# Neurinom
Neurinom (vhodný název pro schwannom) je nezhoubný (benigní) nádor vycházející z Schwannových buněk obalujících jednotlivá nervová vlákna a tvořících myelinovou pochvu. Zvláštním druhem je vestibulární schwannom.

## Neurinom akustiku
Neurinom akustiku je méně vhodný název pro vestibulární schwannom. Jde o nezhoubný (benigní) nádor vycházející z Schwannomových buněk obalujících sluchový a rovnovážný nerv.

## Histologie
Histologicky je to schwannom, tedy o nádor vyrůstající ze Schwannových buněk, tedy buněk tvořících myelinovou pochvu axonů. Nádor vyrůstá z vestibulární (rovnovážné) části osmého hlavového nervu (n. VIII), proto je někdy možno při chirurgickém řešení zachovávat sluch.

## Klinika
Neurinomy akustiku se manifestují nejčastěji mezi 30. a 50. rokem života a vytvářejí charakteristický klinický obraz nádoru mostomozečkového úhlu:
- progredující slábnutí sluchu
- ušní šelesty (tinitus)
- poruchy rovnováhy
- výpadky trojklaného nervu (nervus trigeminus, n.V)
- obrna (paréza) lícního nervu (nervus facialis, n.VII)

Později se mohou objevit i mozečkové příznaky, pyramidové příznaky a známky nitrolební hypertenze. Někdy se však nemusí projevit téměř žádné z těchto příznaků a pacient může trpět například jen tinitem (pískáním v uších) nebo jednostranně zhoršeným sluchem či některou z dalších kombinací. Někdy může být vestibulární schwannom součástí manifestace Recklinghausenovy choroby, kdy může být přítomen i oboustranně.

## Terapie
Malý vestibulární schwannom lze sledovat opakovaným vyšetřením, zda se zvětšuje. 20–30 % schwannomů, zvláště u starších lidí, roste velmi pomalu, i když je možný i velmi rychlý růst. Na druhé straně je problematické, zvláště u mladších jedinců, čekat na růst VS, když léčebné výsledky jsou nejlepší u malých VS.
Rostoucí vestibulární schwannom je vhodné úplně chirurgicky odstranit (resekovat). Částečné odstranění není optimální, protože zbývající nádorová masa dále poroste.
Terapeutickým výkonem je zejména chirurgické řešení, u nádorů menších než 2,5 cm se lze pokusit i o radiochirurgický výkon Leksellovým gama nožem nebo lineárním nožem (LINAC). U větších je léčba neúspěšná i nebezpečná. Celosvětově jsou ozařovány i nerostoucí nádory a připočítávány k úspěchu léčby jako klamavá reklama. Pacienti na léčbu přistupují zejména proto, že je jim slibováno vyléčení bez otevírání hlavy. VS s nejistým chováním v hlavě však zůstává.